# The Jimmy Timmy Power Hour 3: The Jerkinators
The Jimmy Timmy Power Hour 3: The Jerkinators (La hora del poder de Jimmy y Timmy 3: Creadores de monstruos en Hispanoamérica y Jimmy y Timmy 3 en España) es una película animada producida por DNA Productions, O Entertainment y Frederator Incorporated para Nickelodeon. La película es el tercer y último crossover entre Los padrinos mágicos y Jimmy Neutrón. Marca el episodio final para Las Aventuras de Jimmy Neutrón: El Niño Genio y para Los padrinos mágicos, solo en un principio, sin embargo, Butch Hartman anunció en febrero de 2007 en su sitio web que la serie seguirá al aire y en Estados Unidos se estrenó el 21 de julio de 2006.

## Intro
La Intro (en los 3 crossovers) es la misma.
Inicia en el escenario de la escuela de Retroville en 3D, donde el público de ambas series observa. Alguien saca una grabadora mágica (en 2D) y la pone junto al micrófono, iniciando la canción tema de los Padrinos Mágicos. Alto seguido es destruida por un rayo de neutrones y luego reemplazada por unas bocinas enormes que cantan la canción tema de Las Aventuras de Jimmy Neutrón: El Niño Genio. Con un Poof son convertidas en una rana que salta y se va. Con magia aparece otra grabadora mágica a puntos de acabar la canción de su serie, pero es aplastada por unas bocinas más potentes, que también va a acabar la su canción, pero con otro Poof es convertido en un cerdo. De repente Timmy Turner (en su propia animación 2D) sale de una cortina con una barita mágica, mientras del otro lado del escenario llega Jimmy Neutrón (también en su animación 3D) con una pistola neutrones. Ambos personajes, dispuestos a acabar con el otro y decidir quién es mejor, se lanzan un rayo al otro, dando al mismo punto. Timmy intenta escribir: Timmy Turner en un letrero, pero Neutrón interviene con los neutrones tratando de escribir Jimmy Neutrón, alterando el deseo de Timmy. La magia de Timmy y la ciencia de Jimmy se mezclan y terminan por crear el título llamado "La Hora Poderosa de Jimmy y Timmy", viendo se obligados a compartir el episodio, pero por accidenté el letrero resultó sin sujetadores y los aplasta a ambos, mientras los padrinos mágicos de Turner, Cosmo y Wanda aparecen rompiendo la cuarta pared montados en el perro robótico de Neutrón, Goddarg.

## Trama
Chester y A.J. están demasiado ocupados para estar con Timmy Turner, así que él decide viajar junto a sus padrinos mágicos otra vez al universo de Jimmy Neutrón para ver a Cindy. Pero al no encontrarla en casa Timmy recurre a Jimmy. Jimmy y Timmy juegan a las aventuras, mientras Carl y Sheen descubren que Jimmy ya tiene a Timmy como mejor amigo. Juntos tienen aventuras en las historietas de Barbilla Roja y combatiendo con los enemigos habituales de Jimmy, pero se dan cuenta de que juntos, no hay nadie que les de un verdadero reto. Chester decide ir a jugar con Timmy, pero como lo ve con Jimmy Neutrón, se siente traicionado y le avisa a su compañero A.J. (quien cree haber viajado al siglo XXIV por medio de congelación criogénica)  para ir al lugar de donde vino el nuevo mejor amigo de Timmy, o sea, Jimmy. Llegan a Retroville, donde se encuentran con los amigos de Jimmy, Carl y Sheen. Mientras esto ocurre, Jimmy y Timmy planean crear un monstruo malvado que represente un reto para los dos. Cuando Cindy regresa los ex-amigos de Timmy y Jimmy la usan para separarlos, pero ni siquiera a ella le hacen caso, mientras que al crear al monstruo deciden volverlo adoptable y por error Timmy pone "adaptable" en Dimmsdale los 2 genios crearon a un amigable y travieso llamado Shirley, un robot que hace maldades con ellos, juegan sin parar, pero se cansan, y lo intentan dejar solo pero Shirley quiere hacer más maldades, después de unos días, vienen los amigos de Jimmy y Timmy, que ahora son ex-amigos de ellos, Shirley quiere jugar con ellos pero van al supermercado y lo dejan solo, Shirley esperó en el una hora (donde curiosamente pasa nieve, lluvia, granizo, calor y tormentas eléctricas al mismo tiempo), después de eso se adapta y se vuelve más malvado e intenta acabar con Timmy y Jimmy. Timmy desea que se construya un super auto creado por Jimmy, pero Shirley lo detiene, por lo que ahora desea unos super trajes (en el proceso Jimmy se percata del error de Timmy en "adaptar"), pero Shiley se adapra a los trajes y saca unas llaves de auto y apaga los trajes, Timmy y Jimmy activan la bomba en su interior de Shirley y la accionan pero este la saca de sí mismo . Antes de que Jimmy haga más planos y Timmy los haga realidad, Shirley los pone en un campo de fuerza y absorbe y adapta lo que hace especiales a Timmy y Jimmy: se come las varas de Cosmo y Wanda  (teniendo magia) volviéndolos humanos y adapta una máquina que succiona el genio de Jimmy, volviéndolo un perfecto idiota como Cosmo.
Shirley decide acabarlos y crea un hoyo negro que los auto destruirá en 2 días en ambos mundos, mientras que secuestra todas las cosas sobresalientes de ambos en un nuevo universo con todo en 2D, pero con flexibilidad como si fuera 3D (como si fueran muñecos planos) al que buatiza como Retro-Dimmsdale. Timmy y Jimmy están pegados en un refrigerador gigante y estos salen al usar otra figura para desanclar. Timmy parece estar solo sin el genio de Jimmy y se le ocurre ir por armas en el laboratorio de Jimmy y este pregunta cómo se le ocurrió y Timmy dice: porque soy más listo que tu!. Shirley deja vivir a Cosmo, Wanda, Carl, Sheen, Chester y A. J. al ser los únicos que fueron amables con él, pero estos van con él y le piden que libere a los universos, pero este se rehúsa. Timmy y Jimmy llegan con armas que resultan ser de burbujas y sus amigos los salvan. Al reconciliarse, crean un plan que consiste en llevar a Shirley a actos que lo hagan adapatarse a perder sus armas no esenciales. Al final, Chester atrapa a Shirley en una red de mariposas y Shirley se adapta a escupir las varas, con lo que Timmy desea que Shirley quede inmóvil y para asegurarse, Jimmy lo atropella con un camión monstruo. Todos intentan vengarse de Shirley, pero Timmy los detiene y les dice que es su culpa y devuelve a los universos a la normalidad, donde Shirley queda en el universo 2D como dueño de una pizzería. Todo parece estar bien y por capricho de Cindy, en el universo 3D quiere oír muchas veces que ella es más lista que Jimmy antes de devolverle su cerebro.

## Reparto
Inglés:
- Tara Strong: Timmy Turner
- Debi Derryberry: Jimmy Neutrón
- Daran Norris: Cosmo, Sr. Turner
- Susan Blakeslee: Wanda, Sra. Turner
- Jeff Garlin: Shirley
- Carolyn Lawrence: Cindy Vortex
- Jason Marsden: Chester McBadbat
- Gary LeRoi Gray:  A.J.
- Jeff García: Sheen Estevez
- Rob Paulsen: Carl Wheezer, Eustace Strych
- Crystal Scales: Libby Folfax
- Mark DeCarlo: Hugh Neutrón
- Megan Cavanagh: Judy Neutrón
- Billy West: Sam
- Carlos Alazraqui: Denzel Q. Crocker, Alcalde de Dimmsdale, Chompy la cabra
- Grey DeLisle: Vicky
- Jay Leno: Barbilla Negra

Español - Hispanoamérica:
Nota: A pesar de que las dos series se encuentran dobladas al español para toda Hispanoamérica, los estudios encargados de doblar cada serie se encuentran en países distintos, "Jimmy Neutron" doblada en México, D. F. y "Los Padrinos Mágicos" siendo doblada en Miami, Florida, Estados Unidos, esto causó que la cadena Nickelodeon Hispanoamérica tuviera que elegir a solo un estudio para doblar el programa, y se eligió de nuevo al estudio que dobla a Los Padrinos Mágicos (The Kitchen Inc.) localizado en Miami, Florida, lo que causó que las voces del reparto de Jimmy Neutrón fueran distintas a las originales.
- Arianna López: Timmy Turner
- Rossana Cicconi: Jimmy Neutrón
- Sergio Sáez: Cosmo, Sheen Estevez
- Anna Silvetti: Wanda
- Patricia Azán: Vicky, Cindy Vortex
- Mónica Mejías: A.J., Libby Folfax, Judy Neutrón
- Yuri Rodriguez: Carl Wheezer, Hugh Neutrón
- Manolo Coego: Barbilla Roja, Barbilla Negra, Sam
- Eduardo Wasveiler: Mayordomo, Juez, Alcalde de Dimmsdale, Sr. Turner
- Xavier Coronel: Denzel Q. Crocker
- Tomás Doval: Shirley
- Gladys Yáñez: Sra. Turner, Chester McBadbat
- Jorge Luis García: Insertos

Español - España:
- Chelo Molina: Timmy Turner
- Graciela Molina: Jimmy Neutrón
- José Padilla: Cosmo
- Yolanda Mateos: Wanda
- Aleix Estadeia: Sheen Estevez
- José Javier Serrano: Carl Wheezer
- Michelle Jenner: Cindy Vortex
- Marta Bárbara: Libby Folfax
- Blanca Rada: Chester McBadBat
- Gloria Armesto: A.J.
- Juan Antonio Soler: Sr. Turner
- Pilar Santigosa: Sra. Turner
- Luis Fenton: Hugh Neutrón
- María Moscardó: Judy Neutrón
- Luis Mas: Denzel Crocker
- Ana Esther Alborg: Vicky

## Curiosidades
A diferencia de los 2 primeros episodios cuyo éxito fue inmenso y se creaba la idea de una serie animada juntos, este episodio fue un completo fracaso. Gracias a la trama y el desarrollo eran muy escasas. Esto se debía a que John A. Davis (creador de las Aventuras de Jimmy Neutrón: el Niño genio) había salido del proyecto, dejando solo a Butch Hartman (creador de Los Padrinos Mágicos) a cargo del episodio, explicando porque los personajes de su serie 2D sobresalían más que los de las Aventuras de Jimmy Neutrón: el Niño Genio.
El nombre en inglés "The Jerkinators" fue cambiado en Hispanoamérica a "Creadores de monstruos"  dado que Jerk significa "imbécil", referenciando a la estupidez de Timmy y Jimmy por ser cretinos con sus amigos y ambas series van dirigidas al público infantil.